# Melolontha costipennis
Melolontha costipennis är en skalbaggsart som beskrevs av Leon Fairmaire 1889. Melolontha costipennis ingår i släktet Melolontha och familjen Melolonthidae. Inga underarter finns listade i Catalogue of Life.